# 泰朗茹
泰朗茹（法語：Terranjou，法語發音：[tɛʁɑ̃ʒu] ⓘ）是法国曼恩-卢瓦尔省的一个市镇，属于昂热区。

## 历史
泰朗茹建于2017年，由以下三个市镇合并而来：
- 沙瓦涅（Chavagnes）
- 马蒂涅布里扬（Martigné-Briand）
- 阿朗松圣母村（Notre-Dame-d'Allençon）

其中沙瓦涅为政府驻地。

## 地理
泰朗茹（47°16'13"N, 0°27'13"W）面积57.05 平方千米，位于法国卢瓦尔河地区大区曼恩-卢瓦尔省，该省份为法国西部内陆省份，大致对应安茹地区，北起顺时针与马耶讷省、萨尔特省、安德尔-卢瓦尔省、维埃纳省、德塞夫勒省、旺代省、大西洋卢瓦尔省和伊勒-维莱讷省接壤。
与泰朗茹接壤的市镇（或旧市镇、城区）包括：安茹地区舍米耶、安茹地区杜埃、贝勒维涅昂莱永、布里萨克-卢瓦尔-欧邦斯、莱永河畔欧比涅。
泰朗茹的时区为UTC+01:00、UTC+02:00（夏令时）。

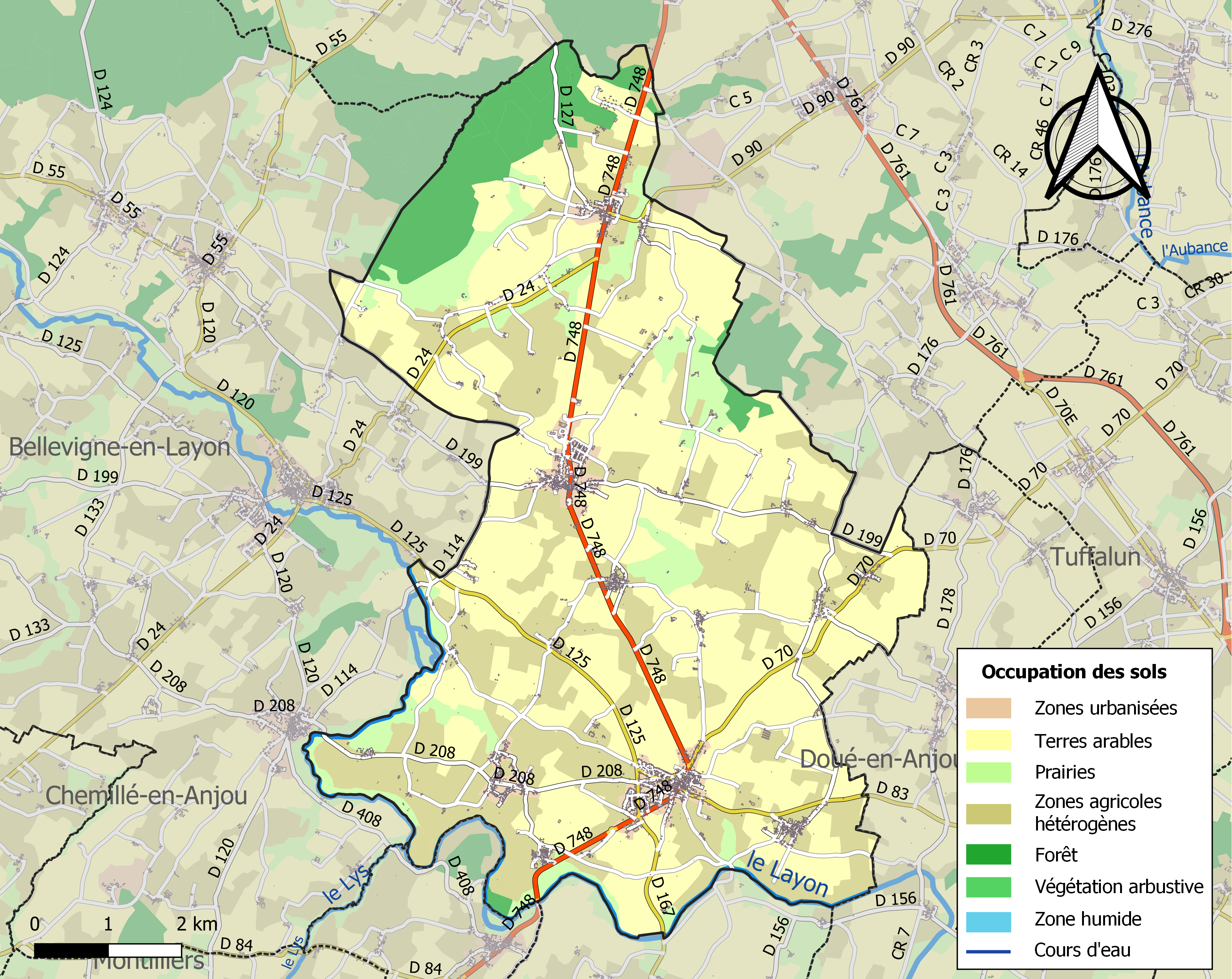
泰朗茹的OSM定位图

## 行政
泰朗茹的邮政编码为49380，INSEE市镇编码为49086。

## 政治
泰朗茹所属的省级选区为安茹地区舍米耶县。

## 人口
泰朗茹于2022年1月1日时的人口数量为3885人。